# Agrypon anale
Agrypon anale là một loài tò vò trong họ Ichneumonidae.